# Baynesia lophophora
Baynesia lophophora är en oleanderväxtart som beskrevs av P V Bruyns. Baynesia lophophora ingår i släktet Baynesia och familjen oleanderväxter. Inga underarter finns listade i Catalogue of Life.